# Tyniec Legnicki (przystanek kolejowy)
Tyniec Legnicki – nieistniejący przystanek osobowy w Tyńcu Legnickim, w województwie dolnośląskim, w Polsce.